# Championnats de Guyana de cyclisme sur route
Les championnats de Guyana de cyclisme sur route sont les championnats nationaux de cyclisme sur route organisés par la Fédération guyanienne de cyclisme.

## Élites Hommes

### Podiums de la course en ligne
| Année | Vainqueur        | Deuxième         | Troisième            |
| ----- | ---------------- | ---------------- | -------------------- |
| 2008  | John Charles     | Alonzo Greaves   | Darren Allen         |
| 2009  | Warren McKay     | Alex Mendes      | Alonzo Greaves       |
| 2010  | Warren McKay     | Jude Bentley     | Enzo Matthews        |
| 2011  | Walter Stewart   | Alonzo Greaves   | Warren McKay         |
| 2012  | Orville Hinds    | Andrew Reece     | Eric Sankar          |
| 2013  | Raynauth Jeffrey | Alonzo Greaves   | Warren McKay         |
| 2014  | Geron Williams   | Marlon Williams  | Raynauth Jeffrey     |
| 2015  | Hamzah Eastman   | Alonzo Greaves   | Geron Williams       |
| 2016  | Geron Williams   | Raynauth Jeffrey | Stephano Husbands    |
| 2017  | Raynauth Jeffrey | Paul De Nobrega  | Hamzah Eastman       |
| 2018  | Curtis Dey       | Andrew Hicks     | Romelo Crawford      |
| 2019  | Jamal John       | Andrew Hicks     | Curtis Dey           |
| 2020  | Pas organisé     | Pas organisé     | Pas organisé         |
| 2021  | Romelo Crawford  | Paul De Nobrega  | Christopher Griffith |
| 2022  | Pas organisé     | Pas organisé     | Pas organisé         |
| 2023  | Briton John      | Robin Persaud    | Kwame Ridley         |
| 2024  | Briton John      | Segun Hubbard    | Kwame Ridley         |
| 2025  | Aaron Newton     | Paul De Nobrega  | Michael Anthony      |

Multi-titrés
- 2 : Warren McKay, Geron Williams, Raynauth Jeffrey, Briton John

### Podiums du contre-la-montre
| Année | Vainqueur        | Deuxième        | Troisième            |
| ----- | ---------------- | --------------- | -------------------- |
| 2012  | Jude Bentley     | Marlon Williams | Enzo Matthews        |
| 2013  | Raynauth Jeffrey | Paul De Nobrega | Marlon Williams      |
| 2014  | Raynauth Jeffrey | Marlon Williams | Michael Anthony      |
| 2015  | Hamzah Eastman   | Michael Anthony | Orville Hinds        |
| 2016  | Raynauth Jeffrey | Marlon Williams | Jamal John           |
| 2017  | Raynauth Jeffrey | Jamal John      | Curtis Dey           |
| 2018  | Raynauth Jeffrey | Andrew Hicks    | Briton John          |
| 2019  | Briton John      | Michael Anthony | Jamal John           |
| 2020  | Pas organisé     | Pas organisé    | Pas organisé         |
| 2021  | Raynauth Jeffrey | Curtis Dey      | Christopher Griffith |
| 2020  | Pas organisé     | Pas organisé    | Pas organisé         |
| 2023  | Curtis Dey       | Kwame Ridley    | Christopher Griffith |
| 2024  | Briton John      | Kareem Sharpe   | Jamaries Shape       |
| 2025  | Aaron Newton     | Briton John     | Paul De Nobrega      |

Multi-titrés
- 6 : Raynauth Jeffrey
- 2 : Briton John

## Femmes

### Podiums de la course en ligne
| Année | Vainqueur           | Deuxième            | Troisième           |
| ----- | ------------------- | ------------------- | ------------------- |
| 2009  | Narcia Dick         | Naomi Singh         |                     |
| 2010  | Hazina Barrett      | Narcia Dick         | Naoimi Singh        |
| 2011  | Hazina Barrett      | Naomi Singh         | Narcia Dick         |
| 2012  | Claire Fraser-Green | Naomi Singh         | Marica Dick         |
| 2013  | Naomi Singh         | Hazina Barratt      | Claire Fraser-Green |
| 2014  | Claire Fraser-Green | Towshanna Doris     | Crystal Lambert     |
| 2015  | Claire Fraser-Green | Marcia Dick         | Towshanna Doris     |
| 2016  | Claire Fraser-Green | Christeen Mattheson | Ronello Samuels     |
| 2017  | Claire Fraser-Green | Shemika Teixeira    |                     |
| 2018  | Claire Fraser-Green |                     |                     |
| 2019  | Denise Jeffrey      |                     |                     |
| 2020  | Pas organisé        | Pas organisé        | Pas organisé        |
| 2021  | Suzanne Hamilton    | Clivecia Spencer    | Selena Stephens     |
| 2022  | Pas organisé        | Pas organisé        | Pas organisé        |
| 2023  | Clivecia Spencer    | Savannah Hyles      | Abigail Jeffrey     |
| 2024  | Abigail Jeffrey     |                     |                     |
| 2025  | Suzanne Taylor      | Abigail Jeffrey     |                     |

Multi-titrées
- 6 : Claire Fraser-Green
- 2 : Hazina Barrett

### Podiums du contre-la-montre
| Année | Vainqueur           | Deuxième            | Troisième       |
| ----- | ------------------- | ------------------- | --------------- |
| 2012  | Claire Fraser-Green | Naomi Singh         | Hazina Barratt  |
| 2013  | Claire Fraser-Green | Hazina Barratt      | Naomi Singh     |
| 2014  | Claire Fraser-Green | Towshanna Doris     | Crystal Lambert |
| 2015  | Claire Fraser-Green | Marcia Dick         | Towshanna Doris |
| 2016  | Claire Fraser-Green | Christeen Mattheson | Ronello Samuels |
| 2017  | Claire Fraser-Green |                     |                 |
| 2018  | Claire Fraser-Green | Shenika Teixeira    |                 |
| 2019  | Denise Jeffrey      |                     |                 |
| 2020  | Pas organisé        | Pas organisé        | Pas organisé    |
| 2021  | Suzanne Hamilton    | Clivecia Spencer    | S. Teixeira     |
| 2022  | Pas organisé        | Pas organisé        | Pas organisé    |
| 2023  | Denise Jeffrey      | Clevecia Spencer    | Abigail Jeffrey |
| 2025  | Suzanne Taylor      |                     |                 |

Multi-titrées
- 7 : Claire Fraser-Green

## Juniors Hommes

### Podiums de la course en ligne
| Année | Vainqueur              | Deuxième               | Troisième              |
| ----- | ---------------------- | ---------------------- | ---------------------- |
| 2008  | Neil Reece             | Geron Williams         | Christopher Holder Jr. |
| 2009  | Geron Williams         | Christopher Holder Jr. | Neil Reece             |
| 2010  | Christopher Holder Jr. | Paul De Nobrega        | Rastaff O'Selmo        |
| 2011  | Paul De Nobrega        | Ray Millington         | Jeban Crawford         |
| 2012  | Raynauth Jeffrey       | Raul Leal              | Michael Anthony        |
| 2013  | Michael Anthony        | Shaquel Agard          | Hamzah Eastman         |
| 2014  | Stephano Husbands      | Akeem Arthur           | Alonzo Ambrose         |
| 2015  | Romelo Crawford        | Jamal John             | Kemuel Moses           |
| 2016  | Christopher Cornelius  | Deraj Garbarran        | Briton John            |
| 2017  | Briton John            | Nigel Duguid           | Marcus Keiler          |
| 2018  | Briton John            |                        |                        |
| 2019  | Ajay Gopilall          |                        |                        |
| 2020  | Pas organisé           | Pas organisé           | Pas organisé           |
| 2021  | Aaron Newton           | Mario Washington       | Andrew Forrester       |
| 2020  | Pas organisé           | Pas organisé           | Pas organisé           |
| 2023  | Aaron Newton           | Ajani Cutting          | Sebastian Nathan       |
| 2024  | Alexander Leung        |                        |                        |
| 2025  | Alexander Leung        | Sidwell Sanidy         |                        |

Multi-titrés
- 2 : Briton John, Aaron Newton, Alexander Leung

### Podiums du contre-la-montre
| Année | Vainqueur             | Deuxième        | Troisième        |
| ----- | --------------------- | --------------- | ---------------- |
| 2012  | Raynauth Jeffrey      | Paul De Nobrega | Michael Anthony  |
| 2016  | Christopher Cornelius | Andrew Hicks    | Deraj Garbarran  |
| 2017  | Curtis Dey            | Briton John     | Romelo Crawford  |
| 2018  | Briton John           | Ajay Gopilall   | Donovan Fraser   |
| 2019  | Ajay Gopilall         |                 |                  |
| 2020  | Pas organisé          | Pas organisé    | Pas organisé     |
| 2021  | Alex Leung            | Sherwin Sampson | Aaron Newton     |
| 2022  | Pas organisé          | Pas organisé    | Pas organisé     |
| 2023  | Aaron Newton          | Ajani Cutting   | Sebastian Nathan |
| 2024  | Alexander Leung       |                 |                  |
| 2025  | Alexander Leung       | Sidwell Sanidy  |                  |

Multi-titrés
- Alexander Leung